# Echeveria peacockii
Echeveria peacockii là một loài thực vật có hoa trong họ Crassulaceae. Loài này được Croucher miêu tả khoa học đầu tiên năm 1874.